# Alejandro (cançó)
«Alejandro» és el tercer i l'últim senzill del tercer EP The Fame Monster, de la cantant americana Lady Gaga. Va ser estrenat el dia 20 d'abril de 2010.

## Llista de cançons
- Digital download[1]

1. «Alejandro» – 4:34

- The Remixes EP[2][3]

1. «Alejandro» (Afrojack Remix) – 4:48
2. «Alejandro» (Rusko's Papuseria Remix) – 3:53
3. «Alejandro» (Dave Audé Remix) – 7:15
4. «Alejandro» (Skrillex Remix) – 5:49
5. «Alejandro» (Kim Fai Remix) – 7:20
6. «Alejandro» (The Sound of Arrows Remix) – 3:57
7. «Alejandro» (Bimbo Jones Remix) – 6:40
8. «Alejandro» (Kleerup Remix) – 5:22

- Senzill CD francès[4]

1. «Alejandro» (Radio Edit) – 3:58
2. «Alejandro» (Dave Audé Radio Remix) – 3:51
3. «Alejandro» (Bimbo Jones Radio Edit Remix) – 3:19

- UK CD Single[5]

1. «Alejandro» – 4:34
2. «Alejandro» (Dave Audé Remix) – 7:15

- UK 7» Vinyl[5]

1. «Alejandro» – 4:34
2. «Alejandro» (Bimbo Jones Remix) – 6:40

- UK iTunes Bundle[5]

1. «Alejandro» – 4:34
2. «Alejandro» (Music Video) – 8:44